# Nagrada hrvatskog glumišta za glumačko ostvarenje u radio drami
Popis dobitnika Nagrade hrvatskog glumišta u kategoriji glumačkog ostvarenja u radio drami. Nagrada se dodjeljuje svake dvije godine. 
1998./1999. Mila Elegović Balić

1999./2000. Nada Subotić

2000./2001. Relja Bašić

2001./2002. Helena Buljan

2002./2003. Vinko Kraljević

2004./2005. Ana Karić

2006./2007. Drago Meštrović

2008./2009. Marija Kohn

2010./2011. Vanda Winter

2012./2013. Krešimir Mikić

2014./2015. Natalija Đorđević

2016./2017. Ozren Grabarić

2018./2019. Marija Kolb

2020./2021. Barbara Prpić

2022./2023. Domagoj Ivanković